# 大塚まさじ
大塚 まさじ（おおつか まさじ、1950年3月18日 - ）は、日本のフォークシンガー。

## 人物
1950年、大阪府茨木市に生まれる。
子どもの頃から家業の養鶏を継ぎ、牧場を造る夢を温め続ける。高度経済成長期後半、周辺環境や養鶏業が著しく変貌していくなか、何とか夢を形にすべく家を出て、1969年に大阪市難波元町の小さな喫茶店「ディラン」のマスターとなる。ここで西岡恭蔵、中川イサト、友部正人、加川良など、現在も交際が続く人物たちと数多く出会う。ディランの常連の中からザ・ディラン（西岡恭蔵、大塚まさじ、永井よう）が生まれ、現在も継続中の野外コンサート『春一番』が始まり、店は関西の音楽シーン所縁の地となる。大阪の街と時代の熱気と人のエネルギーに煽られるように、気が付けば歌い手となっていた。
1971年、URC社長の秦政明より岡林信康のバックでステージに出るよう依頼される。その流れから岡林信康とはっぴいえんどのレコーディングキャンセルの穴埋めに遊びで呼ばれた際に歌ったことがきっかけで、本格的にレコーディングすることになる。メンバーの西岡が一番音楽をやりたがっていたが、家業との兼ね合いで無理となり、永井ようとの二人組になることから、「ザ・ディラン」からザ・ディランIIと名前を変えて結成。シングル「男らしいって解かるかい／プカプカ」でレコードデビュー。 1974年の解散までに5枚のアルバムを残す。
1976年にジャズの要素を大々的に取り入れたアルバム『遠い昔ぼくは…』でソロデビュー。以後、近作『いのち』『ゾウさんのうた』に至るまで、趣の異なるアルバムを発表し続けている。
1985年から全国ひとり旅ツアーを開始。現在も日本を一周する唄の旅を継続している。
NHK銀河ドラマ「この指とまれ」、NHK連続テレビ小説「芋たこなんきん」に、主演映画「父のこころ」「祭りのあと」などにも出演している。
著書に旅のエッセイ集「月の散歩」「月の道標」「旅のスケッチ」や、歌詞集「月のしずく」などがある。

## 年譜
- 1970年 - 西岡恭蔵、永井洋らと「ザ・ディラン」結成
- 1971年4月 - 永井洋と二人で「ザ・ディランII」結成
- 1971年5月 - 天王寺野外音楽堂にてコンサート「春一番」始まる（以後1979年までつづく）
- 1971年6月 - デビューシングル『男らしいって解かるかい/プカプカ』をURCより発表
- 1972年2月 - ザ・ディランIIファーストアルバム『昨日の思い出に別れを告げるんだもの』をURCより発表
- 1973年5月 - セカンドアルバム『second』をURCより発表
- 1974年4月 - 「オリジナル・ザ・ディラン」のアルバム『悲しみの街』 をキングベルウッドより発表
- 1974年9月 - ザ・ディランIIラストアルバム『この世を悲しむ風来坊に捧ぐ』 をベルウッドより発表
- 1974年12月 - ザ・ディランII解散（北海道・東北・東京・大阪などで解散コンサートを開催）
- 1975年5月 - ザ・ディランIIラストライブ『時は過ぎて』 をベルウッドより発表
- 1976年3月 - ソロのファーストアルバム『遠い昔ぼくは…』をフォノグラムより発表
- 1977年6月 - 『風が吹いていた』をワーナーパイオニアより発表
- 1978年9月 - 『海と空・月と闇』をワーナーパイオニアより発表
- 1980年1月 - 『STREET STREET』をコロムビアより発表
- 1980年12月 - ライブアルバム『THE LIVE Best of Masaji』をコロンビアより発表, 録音:新宿厚生年金ホール(1980年10月) 大阪厚生年金ホール(1980年10月)
- 1981年1月 - プライベートオフィス「ムーンライトオフィス」発足
- 1982年4月 - 上京「ラブ・コラージュ」というタイトルで曲作り、パンド結成（古沢良次郎・向井滋春・塩次伸二他）
- 1985年1月 - 『一人旅』ツアーを全国98か所で行なう（現在も続行中）
- 1986年5月 - 大阪で『RE－WIND』開催（「春一番」などの出演者が久しぶりに集まる）※RE-WINDは1988年まで、東京・神戸・四国・九州などをツアー
- 1988年4月 - 『屋上のバンド』をムーンライトレコードより発表
- 1991年2月 - 『アイノウタ』をムーンライトレコード（VIVID）より発表
- 1991年6月 - 『ハーフムーンにラブコラージュ』（1983年12月1日、六本木ピットインで西岡恭蔵とのライブアルバム）をキングベルウッドより発表
- 1995年2月 - NHK新銀河ドラマ『この指とまれ!!』出演
- 1995年7月 - 『風のがっこう』をMIDI（コロンビア）より発表
- 1997年5月 - 『月の散歩』をビレッジプレスより出版
- 1998年9月 - 『KUROちゃんをうたう』に参加
- 1999年8月 - 『西岡恭蔵＆KURO追悼コンサート』（日比谷野外音楽堂）に参加
- 2000年8月 - 『一輪の花』をミディより発表
- 2002年1月 - 30周年ベストアルバム『昼の月・夜の魚』をミディより発表
- 2003年10月 - 『ラブコラージュと屋上のバンド』をミディより発表
- 2006年2月 - 『OSAKA LIVE』をムーンライトレコードより発表
- 2006年11月 - 『月の道標』をビレッジプレスより出版
- 2007年1月 - NHK連続テレビ小説『芋たこなんきん』に出演
- 2007年5月 - NHKBS2 フォークの達人『大塚まさじ』に出演
- 2011年2月 - FMCOCOLO「moonlight magic」のDJを担当
- 2011年8月 - 『05-28-11＠さんくすホール』（2枚組CD-R）をホイホイレコードより発表
- 2011年11月 - 『旅のスケッチ』をビレッジプレスより出版
- 2013年4月 - 『月夜のカルテット2004-2007』（2枚組CD-R）をホイホイレコードより発表
- 2014年6月 - 映画『父のこころ』に主演（監督 谷口正晃）
- 2015年1月 - 『アイノウタ.....deluxe』CD＋DVD をホイホイレコードより発表
- 2017年7月 - 『いのち』を ムーンライトレコード より発表
- 2017年11月 - 映画『祭りのあと』に主演（監督 渡辺和徳、脚本 やなせなな）
- 2018年7月　映画「祭りのあと」スタジオ・タビーよりDVDで発売
- 2019年2月　歌詞集「月のしずく」をビレッジプレスより出版
- 2020年3月　『ゾウさんのうた　LIVE at 一会庵」を ムーンライトレコード より発表

## 作品
※　ザ・ディランⅡは、ザ・ディランⅡのディスコグラフィを参照。

### シングル
| 発売日               | 面                   | タイトル             | 作詞                 | 作曲                 | 編曲                 | 規格                 | 規格品番             |
| ワーナー・パイオニア | ワーナー・パイオニア | ワーナー・パイオニア | ワーナー・パイオニア | ワーナー・パイオニア | ワーナー・パイオニア | ワーナー・パイオニア | ワーナー・パイオニア |
| -------------------- | -------------------- | -------------------- | -------------------- | -------------------- | -------------------- | -------------------- | -------------------- |
| 1978年9月            | A                    | 君に友達は           | 田川律               | 大塚まさじ           | 石田長生             | EP                   | L-239A               |
| 1978年9月            | B                    | 海と空と月と闇       | 大塚まさじ           | 大塚まさじ           | 石田長生             | EP                   | L-239A               |
| 日本コロムビア       |                      |                      |                      |                      |                      |                      |                      |
| 1981年3月            | A                    | 元気なら             | 島田君代             | 大塚まさじ           | クニ河内             | EP                   | AH-33                |
| 1981年3月            | B                    | 振りむけば まだ…     | 飯田光子             | 大塚まさじ           | クニ河内             | EP                   | AH-33                |

### アルバム

#### オリジナル・アルバム
| 発売日               | アルバム | 規格               | 規格品番           | 備考               |
| ニュー・モーニング   | ニュー・モーニング | ニュー・モーニング | ニュー・モーニング | ニュー・モーニング |
| -------------------- | --- | ------------------ | ------------------ | ------------------ |
| 1976年3月25日        | 遠い昔 僕は・・・ A面 1. 田舎者 3:22 2. アフリカの月 3:08 3. 天王寺想い出通り 4:44 4. もう一度だけ 3:14 5. 海になった少年 5:27 B面 1. 港のはなし 3:00 2. うた 3:21 3. こんな月夜に 5:22 4. 遠い昔 3:54 5. まだ会わぬ友(トム・ウェイツに) 3:37 ボーナス・トラック 1. 元気なら 4:00 2. 振りむけば まだ… 3:43 | LP                 | FW-5009            |                    |
| 1988年12月21日       | 遠い昔 僕は・・・ A面 1. 田舎者 3:22 2. アフリカの月 3:08 3. 天王寺想い出通り 4:44 4. もう一度だけ 3:14 5. 海になった少年 5:27 B面 1. 港のはなし 3:00 2. うた 3:21 3. こんな月夜に 5:22 4. 遠い昔 3:54 5. まだ会わぬ友(トム・ウェイツに) 3:37 ボーナス・トラック 1. 元気なら 4:00 2. 振りむけば まだ… 3:43 | LP                 | 25JC-353           |                    |
| 2012年10月24日       | 遠い昔 僕は・・・ A面 1. 田舎者 3:22 2. アフリカの月 3:08 3. 天王寺想い出通り 4:44 4. もう一度だけ 3:14 5. 海になった少年 5:27 B面 1. 港のはなし 3:00 2. うた 3:21 3. こんな月夜に 5:22 4. 遠い昔 3:54 5. まだ会わぬ友(トム・ウェイツに) 3:37 ボーナス・トラック 1. 元気なら 4:00 2. 振りむけば まだ… 3:43 | HQCD               | GRCL-6023          | 紙ジャケット仕様。 |
| ワーナー・パイオニア | |                    |                    |                    |
| 1977年6月            | 風が吹いていた A面 1. 風が吹いていた 2. いつも 3. 淋しがりや 4. 果てなき旅(旅する連太) 5. 君は僕のもの B面 1. 北の果て行き特急列車 2. 茶色い帽子 3. ポートメリーのスー 4. 十月のある木曜日 5. 小夜曲(セレナーデ)                                                                                           | LP                 | L-10079E           |                    |
| 1994年2月21日        | 風が吹いていた A面 1. 風が吹いていた 2. いつも 3. 淋しがりや 4. 果てなき旅(旅する連太) 5. 君は僕のもの B面 1. 北の果て行き特急列車 2. 茶色い帽子 3. ポートメリーのスー 4. 十月のある木曜日 5. 小夜曲(セレナーデ)                                                                                           | CD                 | MDCL-1269          |                    |
| 1978年9月25日        | 海と空・月と闇 A面 1. 宝物 2. 満月を待つ女 3. 君に友達は 4. 彼女に初めて会った日 B面 1. ”海と空と月と闇”のテーマ 2. Happy Swinging Blue 3. Morning Lullaby 4. ブルースよりブルー 5. 夜には街も酔っぱらい 6. 海と空と月と闇                                                                                 | LP                 | L-10129A           |                    |
| 1994年２月21日       | 海と空・月と闇 A面 1. 宝物 2. 満月を待つ女 3. 君に友達は 4. 彼女に初めて会った日 B面 1. ”海と空と月と闇”のテーマ 2. Happy Swinging Blue 3. Morning Lullaby 4. ブルースよりブルー 5. 夜には街も酔っぱらい 6. 海と空と月と闇                                                                                 | CD                 | MDCL-1270          |                    |
| 日本コロムビア       | |                    |                    |                    |
| 1980年1月            | STREET STREET A面 1. 最後のさすらい 2. 頭をからに 3. エピソード 4. 君の体は 5. こんな気持は 6. King and Queen B面 1. 運命を変えるんだ 2. 雨の日の男 3. 街暮し 4. バス・ストップ 5. メトロ | LP                 | LX-7079A           |                    |
| 1994年２月21日       | STREET STREET A面 1. 最後のさすらい 2. 頭をからに 3. エピソード 4. 君の体は 5. こんな気持は 6. King and Queen B面 1. 運命を変えるんだ 2. 雨の日の男 3. 街暮し 4. バス・ストップ 5. メトロ | CD                 | MDCL-1271          |                    |
| ムーンライトレコード | |                    |                    |                    |
| 1991年               | アイノウタ 1. アイノウタ 5:26 2. シャバダバ Baby 4:28 3. 五月 5:01 4. 二人 4:26 5. 旅のスケッチ 6:19 6. Mono Tone 4:21 7. Star Dust 3:54 8. Blue Angel 4:29 9. Free Green 8:08 10. The Songs 7:27 | CD                 | ML-001             |                    |
| ミディ               | |                    |                    |                    |
| 1995年7月            | 風のがっこう 1. 風のがっこう 2. 遠い空の下 3. デュエット 4. 一人旅 5. ワルツ 6. 海 7. 子供達へ 8. 景色 9. 月の祭り 10. 街唄 11. 祈り | CD                 | MDCL-1293          |                    |
| 2000年8月            | 一輪の花 1. コミュニケーション 2. 南の島 3. 町の川 4. Love Song 5. ブルースをもう一度 6. 裸の王様 7. 焚火 8. ふるさと 9. On The Sunny Side Of The Street 10. 一輪の花 | CD                 | MDCL-1389          |                    |
| 2003年10月22日       | ラブコラージュと屋上のバンド 1. City Canvas 2. シャバダバBaby 3. Sexy Rose 4. Single 5. Saturday Night 情事 6. Manhattan Moon 7. 屋上のバンド 8. Kobe＊Heart 9. プレゼント 10. さめた二人 11. 街唄 | CD                 | MDCL-1449          |                    |
| Moon Light Records   | |                    |                    |                    |
| 2017年               | いのち 1. いのち 2. 春のはじまり 3. パラダイス・カフェ 4. 八尾の風 5. コンケーンのおじいさん 6. 夕暮れ 7. あの道 8. What A Wonderful World 9. 鳩 10. 魔法の言葉 11. 大地の隅で 12. 月のしずく | CD                 | ML-0003            |                    |

#### ライブ・アルバム
| 発売日                             | アルバム | 規格           | 規格品番       |
| 日本コロムビア                     | 日本コロムビア | 日本コロムビア | 日本コロムビア |
| ---------------------------------- | --- | -------------- | -------------- |
| 1980年12月                         | THE LIVE Best of Masaji A面 1. The Live 1:59 2. 君の窓から 4:44 3. サーカスにはピエロが 4:36 4. 満月を待つ女 3:34 5. 風景 2:54 B面 1. 果てしなき旅 3:23 2. こんな月夜に 6:11 3. 運命をかえるんだ 4:10 4. メトロ 4:30 C面 1. 4beat Medley 3:12 - 遠い昔 - 風が吹いていた - 海と空と月と闇 2. アフリカの月 3:20 3. 僕の女王様 7:41 4. 街暮し 5:14 D面 1. プカプカ 4:27 2. 最後のさすらい 4:19 3. うた 4:58 4. 天王寺想い出通り 5:36 | LP             | AZ-7119        |
| 1992年6月21日                      | THE LIVE Best of Masaji A面 1. The Live 1:59 2. 君の窓から 4:44 3. サーカスにはピエロが 4:36 4. 満月を待つ女 3:34 5. 風景 2:54 B面 1. 果てしなき旅 3:23 2. こんな月夜に 6:11 3. 運命をかえるんだ 4:10 4. メトロ 4:30 C面 1. 4beat Medley 3:12 - 遠い昔 - 風が吹いていた - 海と空と月と闇 2. アフリカの月 3:20 3. 僕の女王様 7:41 4. 街暮し 5:14 D面 1. プカプカ 4:27 2. 最後のさすらい 4:19 3. うた 4:58 4. 天王寺想い出通り 5:36 | CD             | COCA-10051     |
| 1994年                             | THE LIVE Best of Masaji A面 1. The Live 1:59 2. 君の窓から 4:44 3. サーカスにはピエロが 4:36 4. 満月を待つ女 3:34 5. 風景 2:54 B面 1. 果てしなき旅 3:23 2. こんな月夜に 6:11 3. 運命をかえるんだ 4:10 4. メトロ 4:30 C面 1. 4beat Medley 3:12 - 遠い昔 - 風が吹いていた - 海と空と月と闇 2. アフリカの月 3:20 3. 僕の女王様 7:41 4. 街暮し 5:14 D面 1. プカプカ 4:27 2. 最後のさすらい 4:19 3. うた 4:58 4. 天王寺想い出通り 5:36 | CD             | COCA-11605     |
| キングレコード・ベルウッドレコード | |                |                |
| 1991年6月5日                       | ハーフムーンにラブコラージュ ※ 1983年12月1日に六本木ピットインで行われた、「西岡恭蔵とハーフムーン」「大塚まさじとラブ・コラージュ」とのジョイントライブ。 1. プカプカ 2. プエルトリコ特急便 3. 最後の手紙 4. Yellow Moon 5. 今日はまるで日曜日 6. サマープレイス 7. 運命をかえるんだ 8. 今宵君と 9. Star Dust 10. ジプシー・ソング 11. サーカスにはピエロが                                                                      | CD             | KICS-2095      |
| 2003年10月22日                     | ハーフムーンにラブコラージュ ※ 1983年12月1日に六本木ピットインで行われた、「西岡恭蔵とハーフムーン」「大塚まさじとラブ・コラージュ」とのジョイントライブ。 1. プカプカ 2. プエルトリコ特急便 3. 最後の手紙 4. Yellow Moon 5. 今日はまるで日曜日 6. サマープレイス 7. 運命をかえるんだ 8. 今宵君と 9. Star Dust 10. ジプシー・ソング 11. サーカスにはピエロが                                                                      | CD             | MDCL-1450      |
| Hoy-Hoy Records                    | |                |                |
| 2007年                             | 月夜のカルテット | CD-R           |                |
| 2011年                             | 2011年5月28日@ 玉造さんくすホール | CD-R           |                |
| Moon Light Records                 | |                |                |
| 2006年2月25日                      | OSAKA LIVE | CD             | ML-0002        |
| 2020年                             | ゾウさんのうた LIVE at 一会庵 | CD             | ML-0004        |

#### ベスト・アルバム
| 発売日        | アルバム | 規格   | 規格品番     |
| ミディ        | ミディ | ミディ | ミディ       |
| ------------- | --- | ------ | ------------ |
| 2002年1月17日 | 昼の月・夜の魚 Disc 1 1. サーカスにはピエロが 2. ガムをかんで 3. 茶色い帽子 4. うた 5. 果てしなき旅(旅する連太) 6. 海と空と月と闇 7. ジプシーソング 8. シャバダバBaby 9. アイノウタ 10. 旅のスケッチ 11. 風のがっこう 12. 街唄 13. プカプカ Disc 2 1. さみしがりや 2. 時は過ぎて 3. こんな月夜に 4. アフリカの月 5. 天王寺想い出通り 6. 遠い昔 7. 満月を待つ女 8. エピソード 9. 街暮し 10. 一人旅 11. 月の祭り 12. 一輪の花 13. 男らしいってわかるかい | CD     | MDCL-1418～9 |

## 著書
- 「月の散歩 」ビレッジプレス・1997年5月
- 「月の道標 」ビレッジプレス・2006年11月
- 「旅のスケッチ」ビレッジプレス・2011年11月